# Feldberger Haussee
Der Feldberger Haussee ist ein eutropher See im Landkreis Mecklenburgische Seenplatte im Osten Mecklenburgs.

## Lage
Der See liegt im Naturpark Feldberger Seenlandschaft in der gleichnamigen Gemeinde nordöstlich von deren Hauptort Feldberg.

## Entstehung
Der Feldberger Haussee ist während der Weichseleiszeit entstanden. Er ist als glazialer Zungenbeckensee in einem Endmoränengebiet eingebettet.

## Gliederung
Der See hat eine ungefähre Länge von 1,91 Kilometern und eine ungefähre Breite von 860 Metern sowie eine durchschnittliche Tiefe von rund fünf Metern. Er unterteilt sich in drei Becken, dem Nordbecken mit einer maximalen Tiefe von 12 Metern mit der Insel Grabenwerder und der Liebesinsel, dem Stadtbecken mit einer maximalen Tiefe von 9 Metern und dem Kleinen Haussee mit einer maximalen Tiefe von 10 Metern, der durch die Halbinsel Amtswerder vom Stadtbecken getrennt ist. Auf den Inseln im Nordbecken wurde einstmals Kreide abgebaut. Der südlichste Teil des Kleinen Haussees wird als Molkereibucht bezeichnet, denn 1888 wurde in Feldberg eine Molkereigenossenschaft gegründet.

## Belastung
Der See wurde durch die Einleitung der städtischen Abwässer und besonders durch das Abwasser der Molkerei stark eutrophiert. Dieser Zustand änderte sich erst 1980 durch den Bau einer Ringkanalisation, durch den späteren  Anschluss von Feldberg an das Abwassernetz und die Biomanipulation (Einsatz von Raubfischen) zwischen 1985 und 1999. Der See wird über den Breiten Luzin entwässert, nachdem der Seerosenkanal zum Schmalen Luzin wegen der zu starken Eutrophierung 1969 durch einen Damm unterbrochen wurde.

## Nutzung
Östlich des Kleinen Haussees befinden sich diverse private Wassergrundstücke, an der Molkereibucht eine Kleingartenanlage, deren Gärten nicht bis an das Wasser reichen. Am südlichen Drittel der Halbinsel Amtswerder befinden sich ebenfalls private Wassergrundstücke am Kleinen Haussee sowie am Stadtbecken. Auf den übrigen zwei Dritteln des Amtswerders befindet sich am Kleinen Haussee eine Seebühne, die vor allem für nationale und internationale Wasserskiveranstaltungen genutzt wird. Am Nord- (Nordbecken) sowie am Südwestufer (Stadtbecken) des nördlichen Amtswerders befindet sich jeweils eine Badestelle. Ebenso gibt es dort mehrere Sportstätten.
Dem westlichen Teil des Amtswerders schließt sich der Ortskern von Feldberg an, der direkt am Stadtbecken liegt. Hier finden sich wieder private Wassergrundstücke aber auch Hotels direkt am See sowie eine öffentliche Bootsanlegestelle. Nordwestlich folgt der Stadtpark ebenfalls mit einer öffentlichen Bootsanlegestelle. Gefolgt von Privatgrundstücken, einer Fachklinik und wiederum Privatgrundstücken bis zur Jugendherberge. Nordöstlich gegenüber der Liebesinsel befindet sich die Feldberger Hütte und der Sitz des Wasserskiclubs Luzin Feldberg (WSC Luzin). Ansonsten wird der See für den Fischfang genutzt.

## Fauna
Häufige Fischarten sind: Aal, Hecht, Zander, Flussbarsch, Plötze, Kaulbarsch, Blei, Schleie und Ukelei, selten kommen Karausche, Güster, Dreistachliger Stichling, Karpfen, Silberkarpfen, und Wels vor. Als Krebstier ist im See der Amerikanische Flusskrebs beheimatet.

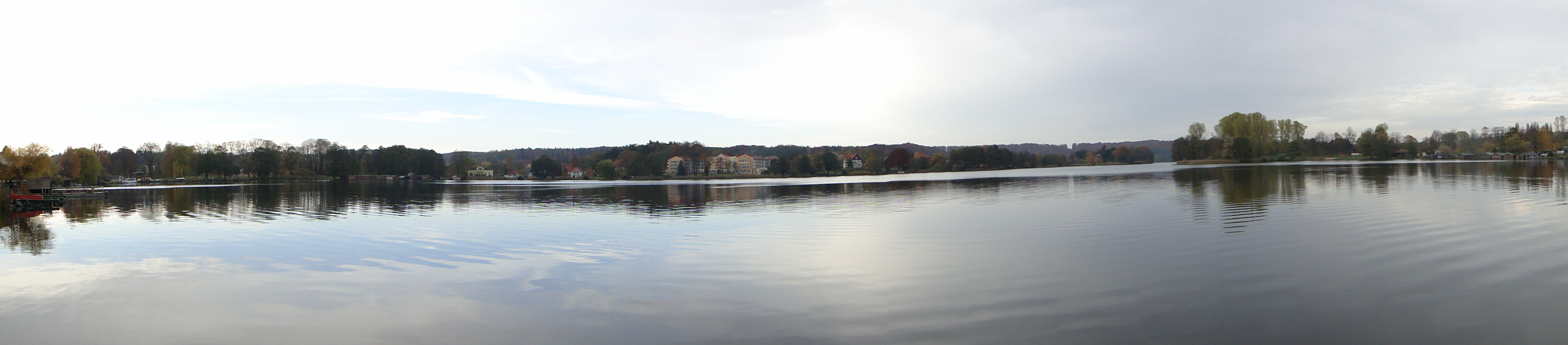
Haussee vom Feldberger Ufer. Das Foto zeigt das Stadtbecken. Von links nach rechts sind der Stadtpark, die Fachklinik, der Übergang in das Nordbecken und die Badestelle am Südwestufers des Amtswerders zu sehen. Eine der Kerben im Wald ist der Standort der Aufnahme des Bildes oben rechts.

## Quelle
- Natur und Naturschutz in Mecklenburg Band 23 Greifswald – Waren 1986; Schriftenreihe d. Arbeitsgruppe Greifswald d. Institutes f. Landschaftsforschung Halle/S. u. d. Müritz-Museums Waren